# Kadzidło
Kadzidło è un comune rurale polacco del distretto di Ostrołęka, nel voivodato della Masovia.
Ricopre una superficie di 258,94 km² e nel 2004 contava 11 007 abitanti.